# John Howard, I duque de Norfolk
John Howard, I duque de Norfolk (1421-22 de agosto de 1485) fue un noble inglés, soldado, y el primer Howard duque de Norfolk. Fue amigo íntimo y defensor leal del rey Ricardo III, junto al cual murió en combate durante la Batalla de Bosworth.

## Biografía
John Howard era hijo de sir Robert Howard (1385-1436) y lady Margaret de Mowbray (1388-1459), hija mayor de Thomas de Mowbray, I duque de Norfolk (1366-1399), y lady Elizabeth FitzAlan (1366-1425). Sus abuelos paternos fueron John Howard de Wiggenhall, Norfolk y Alice Tendring. Se le conocía como "Jack (o "Jock", de ahí "Jockey") de Norfolk", y fue descrito como "un hombre de estatura media, con unas facciones fuertes y cuadradas". 
Los Howard eran leales seguidores de la Casa de York durante la Guerra de las Dos Rosas, y John Howard, respaldado por sus poderosas relaciones con los Mowbray, abrazó la causa de la Casa de York en Norfolk. Tras demostrar su valor durante la Batalla de Towton, se ganó la admiración de Eduardo IV, que lo nombró condestable del castillo de Norwich, sheriff de Norfolk y Suffolk, y tesorero de la Casa Real. Fue enviado al Parlamento de Inglaterra como lord Howard el 15 de octubre de 1470. Fue designado lord gran senescal y caminó delante del rey Ricardo III, portando su corona durante su coronación. Su hijo mayor, Thomas, conde de Surrey, portó la espada del Estado.
Por su apoyo al rey Ricardo III durante la deposición del rey Eduardo V en 1483, fue nombrado duque de Norfolk (en la tercera creación del ducado) el 28 de junio de 1483. La primera creación del ducado de Norfolk había quedado extinguida tras la muerte del IV duque en 1476, y la segunda creación había sido invalidada tras declarar ilegítimo a Ricardo de Shrewsbury (I duque de Norfolk y I duque de York, que junto a su hermano Eduardo V se encontraba en ese momento preso en la Torre de Londres) el 25 de junio de 1483. Norfolk fue asimismo nombrado mariscal hereditario de Inglaterra y lord almirante (Primer lord del Almirantazgo) de toda Inglaterra, Irlanda y Aquitania.

## Matrimonios y descendencia
John Howard se casó en primer lugar en 1442 con Katherine Moleyns (1429-3 de noviembre de 1465), la hija de William de Moleyns y Anne Whalesborough de Cornwall, con la que tuvo seis hijos;
- Thomas Howard, II duque de Norfolk, conde de Surrey (1443- 21 de mayo de 1524), casado primero el 30 de abril de 1472 como segundo marido de Elizabeth Tilney, con la que tuvo nueve hijos, incluyendo a Thomas Howard, III duque de Norfolk y Elizabeth Howard, esposa de Tomás Bolena; se casó por segunda vez en 1497 con Agnes Tilney, con la que tuvo ocho hijos.
- Anne Howard, casada con Edmund Gorges de Wraxhall.
- Isabel Howard, casada con Robert Mortimer.
- Joan Howard (muerta en 1508), casada en 1481 con John Timperley de Hintlesham (Suffolk).
- Margaret Howard, casada con John Wyndham de Crownthorpe.
- Nicholas Howard.

En algún momento  antes del 22 de enero de 1467 se casó por segunda vez, con Margaret Chedworth (1436-1494), la hija de John Chedworth y Margaret Bowett. Los padres de Margaret Bowett eran Nicholas Bowett de Rippingale (Lincolnshire, Inglaterra) y Elizabeth La Zouche de Harringworth (Northampton, Inglaterra). Con Margaret Chedworth tuvo una hija, Katherine Howard (muerta el 17 de marzo de 1536), casada con John Bourchier, II lord Berners.

## Muerte
John Howard murió en la Batalla de Bosworth el 22 de agosto de 1485 junto a su amigo el rey Ricardo III. Howard era jefe de la vanguardia, y su hijo, el conde de Surrey, su teniente. Howard murió cuando una flecha le impactó en la cara después de que la protección se hubiera desprendido de su casco en un altercado anterior con el Conde de Oxford. Murió delante del rey Ricardo, lo que tuvo un efecto desmoralizador sobre éste. La noche anterior, alguien había dejado una nota junto a la tienda de John Howard advirtiéndole de que el rey iba a ser traicionado (lo que efectivamente ocurrió):
“Jockey of Norfolk, be not too bold,
For Dickon, thy master, is bought and sold.”
“Jockey de Norfolk, no seas demasiado temerario,
Ya que Dickon, tu señor, se compra y se vende.”
Fue enterrado en el cluniacense Priorato de Thetford, pero se cree que su cuerpo fue trasladado en tiempos de la Reforma anglicana, posiblemente a la tumba del III duque de Norfolk en la iglesia de Framlingham (Suffolk). El sepulcro de su primera esposa Katherine Moleyns, no obstante, todavía se puede ver en Suffolk.
Howard era el bisabuelo de Ana Bolena y Catalina Howard, las reinas consorte segunda y quinta, respectivamente, del rey Enrique VIII. Por tanto, a través de Ana Bolena, era el tatarabuelo de Isabel I de Inglaterra. Sus títulos fueron declarados anulados tras su muerte por el rey Enrique VII, pero su hijo, el I conde de Surrey, fue más tarde reinstaurado como II duque (la Baronía de Howard, no obstante, continúa anulada). Sus descendientes, los duques de Norfolk, han sido mariscales hereditarios y primeros pares de Inglaterra desde el siglo XVII, y los descendientes por vía masculina ostentan los condados de Carlisle, Suffolk, Berkshire y Effingham.

## Sucesión
| Predecesor: Nueva creación                                 | Duque de Norfolk 1483 – 1485    | Sucesor: Thomas Howard, II duque de Norfolk |
| Predecesor: Ricardo III de Inglaterra, Duque de Gloucester | Lord gran almirante 1483 – 1485 | Sucesor: John de Vere, XIII conde de Oxford |

- Datos: Q953120